# نظام الفرز البيئي
يشير الفرز البيئي إلى اتخاذ القرار بشأن الحفاظ على البيئة باستخدام مفاهيم الفرز الطبي. في الطب يتم إعطاء الأولوية لتخصيص الموارد في الحالات العاجلة لمن هم في أمس الحاجة إليها وأولئك الذين سيحصلون على أكبر فائدة. وبالمثل، فإن المعلمتين للفرز البيئي هما مستوى التهديد واحتمال الانتعاش. نظرًا لوجود قيود على الموارد مثل الوقت والمال والقوى العاملة، فمن المهم تحديد أولويات جهود محددة وتوزيع الموارد بكفاءة. الفرز البيئي يميز بين المناطق ذات الاحتياجات الناشئة التي يمكن بلوغها، وبين تلك التي قد تستفيد من التدابير الوقائية، وتلك التي لا يمكن إصلاحها.

## أساليب الفرز البيئي
نظام الفرز البيئي يتضمن مجموعة من العوامل المعقدة بما في ذلك الافتراضات والحسابات الرياضية والتخطيط للشكوك. عند تقييم نظام بيئي، هناك عدد لا يحصى من العوامل التي يضعها دعاة الحفاظ على البيئة في الاعتبار، ولكن هناك أيضًا متغيرات لا يستطيعون تفسيرها. غالبًا ما يكون لدى علماء الحفاظ على البيئة والعلماء فهم غير كامل لديناميكيات السكان، وتأثيرات التهديدات الخارجية، وفعالية أساليب الحفظ المختلفة. من المهم دمج هذه المجهول عند تقييم السكان أو النظام البيئي. باتباع مبادئ الفرز، نحن قادرون على السماح بالتخصيص الفعال للموارد حيث يواصل دعاة الحفاظ على البيئة تطوير أفضل الخيارات للحفاظ على البيئة واستعادتها.

### قرار فجوة المعلومات
نظرًا لتعدد المتغيرات داخل المجتمع أو النظام بيئي، من المهم معالجة العوامل غير المعروفة التي قد لا يتم حسابها في البداية. يستخدم العديد من علماء البيئة نظرية قرار فجوة المعلومات، والتي تركز على الاستراتيجيات التي من المرجح أن تنجح على الرغم من عدم اليقين. تتكون هذه العملية من ثلاثة عناصر رئيسية:
1. الحسابات الرياضية التي تقيم الأداء كنتيجة للإدارة.
2. توقعات الأداء لتقييم الأداء، يتم استخدام منحنى الاستثمار الانقراض. يقوم بتقييم البيانات المتعلقة باحتمالية انقراض الأنواع (بدون تدخل)، وتخصيص الميزانية، والميزانية المطلوبة لخفض احتمال الانقراض إلى النصف. تحدد هذه الخطوة عتبة يعتبر الأداء دونها غير مقبول.
3. 'نموذج يصف عدم اليقين.' 'تفحص نظرية قرار فجوة المعلومات القيم المحتملة التي قد تجعل منحنى الاستثمار الانقراض غير صحيح. يدرس كيف يمكن أن تختلف العوامل في المواقف الديناميكية ويخلق وظيفة عدم اليقين.

## انتقادات نظام الفرز البيئي
يعتقد بعض منتقدي الفرز البيئي أن العملية تختار «الفائزين» و «الخاسرين» وبالتالي تتخلى عن بعض التركيبة السكانية. يجادل انتقاد آخر بأن الفرز البيئي يسمح للحكومة بتبرير نقص التمويل للبرامج البيئية. من خلال استخدام نموذج رسمي لصنع القرار، يمكن للحكومة اعتبار بعض المشاريع كقضية خاسرة واختيار حجب التمويل. يؤكد النقاد والمؤيدون على حد سواء على ضرورة توسيع الميزانية البيئية لتقديم أفضل جهود الحفظ والاستعادة.